# نوربرت شفارتز
نوربرت شفارتز (بالإنجليزية: Norbert Schwarz)‏ هو عالم نفس وأستاذ جامعي أمريكي، ولد في 28 مارس 1953 في ألمانيا.